# Chellata
Chellata (în arabă شلاطة) este o comună din provincia Béjaïa, Algeria.
Populația comunei este de 9.770 de locuitori (2008).